# Breitensee (Gemeinde Marchegg)
Breitensee liegt in der Stadtgemeinde Marchegg im Bezirk Gänserndorf in Niederösterreich.

## Geografie
Das Dorf liegt im östlichen Marchfeld nahe der Bernstein Straße, von der die Landesstraße L3003 abzweigt und durch den Ort führt.

## Geschichte
Die erste urkundliche Nennung erfolgte im Jahr 1196 als „Praitinse“ im Zusammenhang mit zwei Gütern, möglicherweise dem Salmhof und dem Markhof. Damals dürfte der Ort jedoch schon eine gewisse Bedeutung erlangt haben. Bereits 1659 erhielt Breitensee eine Pfarre mit eigener Pfarrkirche, die aber 1683 wieder aufgelöst wurde. Der Ort wurde 1784 abermals zur Pfarre erhoben.

## Ethnographie
Der Ort ist Teil der kroatischen Sprachinsel im Marchfeld.

## Sehenswürdigkeiten
- Katholische Pfarrkirche Breitensee Hll. Peter und Paul
- Naturschutzgebiet Kleiner Breitensee